# Straßa
Straßa ist eine Ortschaft in der Gemeinde Gurk im Bezirk Sankt Veit an der Glan in Kärnten (Österreich). Die Ortschaft hat 14 Einwohner (Stand 1. Jänner 2024).

## Lage
Die Ortschaft liegt sonnseitig in den Wimitzer Bergen, etwa 3 ½ km südwestlich des Pfarrorts Pisweg, auf dem Gebiet der Katastralgemeinde Gruska. 
Den Kern des Orts bildet in etwa 920 m Seehöhe eine kleine Häusergruppe (Tonebauer, Nr. 1; Franzl oder Franzhube bzw. Obere Valtlhube, Nr. 3; abgekommene Untere Valtlhube, Nr. 2). Außerdem gehören zur Ortschaft ein 400 m nördlich davon gelegenes Haus (Nr. 4) auf etwa 990 m Höhe sowie die etwa 1 km südlich gelegene Sattelhube (Nr. 5) auf 850 m Höhe, die sich schon nahe am Rand des Steilabfalls zur über 150 m tiefer fließenden Wimitz befindet.

## Geschichte
Der Ort wurde 1255 als villa Strazzen genannt, 1261 als Drazach. Der Name leitet sich vom slowenischen stražah (= die bei der Wacht) ab.
Auf dem Gebiet der Steuergemeinde Gruska gelegen, gehörte Straße in der ersten Hälfte des 19. Jahrhunderts zum Steuerbezirk Kraig und Nußberg. Bei Gründung der Ortsgemeinden im Zuge der Verwaltungsreformen Mitte des 19. Jahrhunderts kam Straße an die Gemeinde Pisweg. Seit der Gemeindestrukturreform 1972 gehört der Ort zur Gemeinde Gurk.

## Bevölkerungsentwicklung
Für die Ortschaft ermittelte man folgende Einwohnerzahlen:
- 1869: 4 Häuser, 34 Einwohner[3]
- 1880: 4 Häuser, 33 Einwohner[4]
- 1890: 4 Häuser, 29 Einwohner[5]
- 1900: 4 Häuser, 34 Einwohner[6]
- 1910: 3 Häuser, 19 Einwohner[7]
- 1923: 3 Häuser, 30 Einwohner[8]
- 1934: 68 Einwohner[9]
- 1961: 2 Häuser, 12 Einwohner[10]
- 2001: 4 Gebäude (davon 4 mit Hauptwohnsitz) mit 5 Wohnungen; 17 Einwohner und 0 Nebenwohnsitzfälle; 5 Haushalte; 0 Arbeitsstätten, 5 land- und forstwirtschaftliche Betriebe[11]
- 2011: 4 Gebäude, 16 Einwohner, 5 Haushalte, 0 Arbeitsstätten[12]
- 2021: 4 Gebäude, 12 Einwohner, 4 Haushalte, 1 Arbeitsstätte[13]